# Tanaoctenia
Tanaoctenia is een geslacht van vlinders van de familie spanners (Geometridae), uit de onderfamilie Ennominae.

## Soorten
- T. dehaliaria Wehrli, 1936
- T. haliaria Walker, 1861